# Arcidiocesi greco-ortodossa d'America

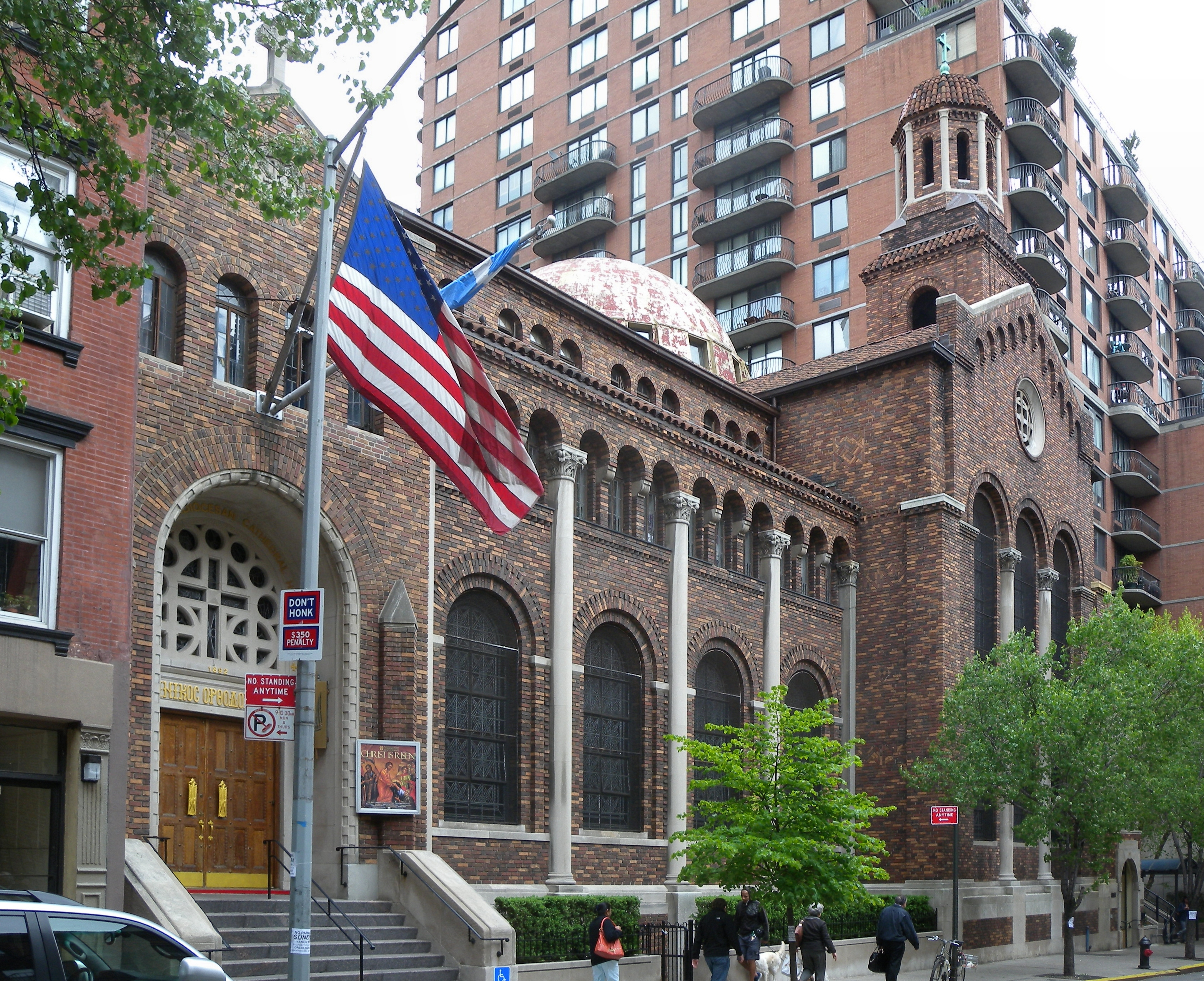
La cattedrale della Santissima Trinità di Manhattan.

L'arcidiocesi greco-ortodossa d'America (in inglese: Greek Orthodox Archdiocese of America; in greco: Ελληνική Ορθόδοξη Αρχιεπισκοπή Αμερικής) è una eparchia (provincia ecclesiastica) del Patriarcato ecumenico di Costantinopoli, che gode dello status di semi-autonomia, con giurisdizione sul territorio degli Stati Uniti d'America. Sede dell'arcidiocesi è la città di New York, dove, a Manhattan, si trova la cattedrale della Santissima Trinità.
Dall'11 maggio 2019 arcivescovo e primate della Chiesa greco-ortodossa d'America è Elpidophoros Labriniadis.

## Storia
La prima comunità greco-ortodossa in America fu fondata nel 1864 a New Orleans, in Louisiana, da una piccola colonia di mercanti greci. A New York la prima comunità fu fondata nel 1892. Le varie comunità greco-ortodosse furono subordinate nel 1908 alla Chiesa di Grecia, ma successivamente passarono al Patriarcato ecumenico di Costantinopoli.
Il 26 aprile 1922 fu eretta l'arcidiocesi greco-ortodossa dell'America, con giurisdizione su tutto il continente americano e con sede a New York; all'arcidiocesi venne riconosciuto lo status di Chiesa autonoma. Inizialmente era costituita da tre eparchie: Boston, Chicago e San Francisco. Ma, a causa di dispute interne, il 10 gennaio 1931 il patriarca di Costantinopoli revocò l'autonomia della Chiesa d'America e soppresse le eparchie.
Successivamente, per il costante e progressivo aumento di comunità greco-ortodosse, il territorio americano fu suddiviso in distretti (Archdiocesan districts), a capo dei quali furono posti dei vescovi titolari (Assistant Bishops) per la cura pastorale dei fedeli.
In seguito alla riorganizzazione delle chiese greco-ortodosse americane, il 15 marzo 1979 furono ristabilite le tre primitive eparchie americane e ne furono istituite altre 7: Buenos Aires, Charlotte, Denver, Detroit, New Jersey, Pittsburgh e Toronto.
Il 30 luglio 1996 Buenos Aires e Toronto furono elevate al rango di metropolia, e fu eretta anche la metropolia di Panama (in seguito denominata metropolia del Messico). Contestualmente il territorio di giurisdizione dell'arcidiocesi d'America fu limitato al solo territorio degli Stati Uniti. Il 20 dicembre 2002 tutte le eparchie dell'arcidiocesi sono state elevate al rango di metropolia.

## Struttura e organizzazione
L'arcidiocesi d'America, composta da un distretto arcidiocesano (New York) e otto metropolie, è governata dall'arcivescovo e dal Sinodo provinciale, costituito dai metropoliti. Il Sinodo ha tutta l'autorità e la responsabilità che le norme ecclesiastiche canoniche attribuiscono al sinodo provinciale. L'arcidiocesi comprende anche una serie di vescovi ausiliari, che portano i titoli delle antiche diocesi dell'Asia Minore e della Tracia.
L'Arcidiocesi greco-ortodossa d'America comprende le seguenti giurisdizioni:
- Distretto arcidiocesano di New York (Direct Archdiocesan District), sede propria dell'arcivescovo d'America
- Metropolia di Chicago
- Metropolia di Pittsburgh
- Metropolia di Boston
- Metropolia di Denver
- Metropolia di Atlanta
- Metropolia di Detroit
- Metropolia di San Francisco
- Metropolia di New Jersey